# 한국의 역법
한국의 역법은 한국에서 사용되는 역법을 말한다. 전통적으로 태음태양력을 써왔으나 조선 말기 음력 1895년 11월 17일을 양력 1896년 1월 1일로 정하고, 연호를 "건양(建陽)"이라 하여 그레고리력을 도입했다. 태음태양력은 명절이나 제사 등과 관하여 아직도 쓰이고 있다. 한편 시대별로 쓰인 태음태양력이 달랐다. 삼국시대에는 원가력 등이 사용되었고, 그 사이에 여러 역법을 거쳐, 양력 도입 때는 시헌력이 쓰였다. 

## 같이 보기
- 한국의 연호
- 간지
- 조선민주주의인민공화국의 공휴일
- 대한민국의 공휴일